# Manuel Burque
Manuel Burque Hodgson (Santa Cruz de Tenerife, 21 de abril de 1980) es un actor, cómico, guionista y presentador español. Trabaja en teatro, cine y televisión.

## Biografía
Nacido en Santa Cruz de Tenerife, se trasladó a los dos años a  La Coruña, Galicia, donde empezó a involucrarse en el mundo del teatro y empezó a formarse en talleres con actores como Cándido Pazó.

### Formación
Se licenció en Comunicación Audiovisual por la Universidad Pontificia de Salamanca. Posteriormente continuó su formación en Madrid: interpretación en el estudio de actores Guindalera Escena Abierta a cargo de Juan Pastor, escritura de guiones con Pedro Loeb y, gracias a una beca de ampliación de estudios artísticos concedida por la Diputación Provincial de La Coruña, se diplomó en dirección de fotografía en el Núcleo de Investigación Cinematográfica a cargo de Ángel Amorós. Se ha formado también en escenografía en la Real Escuela Superior de Arte Dramático.
Ha realizado una tesina en historia del cine Público teatral en los orígenes del cine dentro de la Universidad Complutense de Madrid.

### Trayectoria profesional
Durante su etapa de formación en Salamanca ingresó en el grupo de teatro La Máscara. Allí, además de protagonizar diversas obras como Muertos sin sepultura de Sartre o La importancia de ser honesto (2002), dirigida por Eva Redondo, comenzó su carrera como director de teatro y llevó a escena la adaptación de películas como Clerks de Kevin Smith o Balas sobre Broadway de Woody Allen. También empezaron sus primeras incursiones en el audiovisual realizando e interpretando cortometrajes.
Es miembro fundador de la Compañía Mindundi Teatro con la que en 2004 adaptó, dirigió e interpretó El apartamento de Billy Wilder. El mismo año fue ayudante de dirección de Juan Pastor en la obra El tiempo y los Conway (2004).
En cine ha dirigido la fotografía de varios cortometrajes y ha escrito Una segunda posguerra, 5 días de septiembre o El límite (2004). También codirigió el cortometraje Adiós junto al guionista Francisco Araujo, con quien trabaja frecuentemente.
En 2006, a los 26 años, estrenó su primera obra de teatro que también dirigió, Esperando al ruso, y que le hizo ganar el XVIII Premio de Teatro Enrique Llovet de Málaga.
En 2008 ganó el IV Concurso de Guiones de Cortos del Ayuntamiento de Avilés por Quid pro quo.
Como guionista ha trabajado en guiones de tv movies como Vuelo IL8174 de Telecinco (2010) y en películas como  Perdona si te llamo amor (2014).
En 2011 protagonizó una entrevista-broma al consejero delegado de la Sexta, José Miguel Contreras, con preguntas como «¿Es usted homosexual?» para el programa El intermedio de El Gran Wyoming , haciéndose pasar por un reportero de Intereconomía. La interpretación le sirvió para ser contratado como colaborador fijo en el programa Con Hache de Eva de Eva Hache encargándose de las "encuestas sociológicas a pie de calle". En los últimos años también ha participado en el programa de humor El club de la comedia.
En 2015 coprotagonizó la película de Leticia Dolera Requisitos para ser una persona normal, trabajo por el que fue nominado a los Premios Goya 2016 como actor revelación.
También en 2015 se estrenó la webserie El partido, siendo coprotagonista junto a Mario Tardón y que ganó el NotodoFilmFest, de la que en 2016 se rueda la segunda temporada. Burque ha trabajando también en la serie de Antena 3  Buscando el norte (2015-2016), en la que interpreta el papel de Salva.
En la radio colabora en el programa de la SER A vivir que son dos días con Javier del Pino y Antonio Castelo domina el mundo.
En 2016 se incorporó a Likes como colaborador. En 2017 estrenó la película Es por tu bien, donde es uno de los creadores. Compagina Likes y con el programa de radio A vivir que son dos días. Además, en junio presentó Radio Gaga junto a Quique Peinado, que fue renovado por una segunda temporada.
En septiembre se hace oficial su reincorporación como colaborador a El intermedio, en el que ya participó anteriormente. Ejecuta una muy lograda interpretación de un entrevistador de extremo centro, expresión que el programa usa para equiparar el centro político español a (exclusivamente en la práctica, no en términos teóricos) todo el abanico ideológico restante hacia la extrema derecha, o por su denominación técnica Franquismo sociológico.
En 2019 fue coguionista, junto a Leticia Dolera, de la serie televisiva Vida perfecta. También apareció como actor de reparto.
Desde 2019, dirige, junto con Quique Peinado, el programa de la Cadena SER Buenismo bien, donde tratan temas de la actualidad de manera cómica.

## Premios y reconocimientos
- 2006 — XVIII Premio de Teatro Enrique Llovet de Málaga con Esperando al ruso.
- 2008 — IV Concurso de Guiones de Cortos del Ayuntamiento de Avilés por Quid pro quo.
- 2015 — Medalla del Círculo de Escritores Cinematográficos al mejor actor revelación por su labor en Requisitos para ser una persona normal.[18]
- 2016 — Finalista en la categoría de actor revelación en los Premios Goya  por su trabajo en Requisitos para ser una persona normal.

## Cine
- 2004 — El límite. Corto.
- 2008 — New life. Cortometraje. Coguionista.
- 2008 — Quid pro quo. Cortometraje. Guion y dirección junto con Francisco Araújo.
- 2008 — 5 Días de septiembre. Cortometraje. Guion y dirección junto con Francisco Araújo.
- 2009 — Una segunda posguerra. Cortometraje. Coguionista y codirector.
- 2012 — La banda Picasso de Fernando Colomo. Asesor de guion.
- 2013 — Buscando a Katy Lingus. Coguionista.
- 2014 — Perdona si te llamo amor. Largometraje. Coguionista.
- 2014 — Ni por todo el dinero del mundo. Coguionista.
- 2015 — Requisitos para ser una persona normal. Largometraje. Protagonista.
- 2017 — Es por tu bien. Coguionista. Secundario.
- 2021 — Operación Camarón. Coguionista. Secundario.
- 2023 - ¡Vaya Vacaciones! Largometraje. Coguionista.

## Webseries y colaboraciones en televisión
- 2007 — Ascensores. Reparto.
- 2010 — Vuelo 8714. Miniserie. Coguionista junto a Francisco Araújo y Michel Gaztambide.
- 2011 — Con H de Eva. Colaborador del programa.
- 2011 — El intermedio. Entrevista-broma.
- 2011 — Papanatos.
- 2013 — Bloguera en construcción. Protagonista. Dra. Leticia Dolera.
- 2015 — El club de la comedia. Monólogo.
- 2015 — El partido. Webserie. Protagonista.
- 2016 — Buscando el norte. Protagonista.
- 2018 — Cuerpo de élite. Episódico.
- 2019 — Vida perfecta. Secundario y guionista.

## Teatro
- 2004-2005 — El apartamento.
- 2005-2006 — Esperando al ruso. Autor y director.
- 2010-2011 — Sketchofrenicos. Actor, coguionista y codirector junto a Eva Redondo.
- 2013-2016 — Supermán también se toca. Guion y protagonista performance.